# Raymondia alulata
Raymondia alulata är en tvåvingeart som beskrevs av Speiser 1908. Raymondia alulata ingår i släktet Raymondia och familjen lusflugor. Inga underarter finns listade i Catalogue of Life.